# Московський (Таджикистан)
Маска́в (тадж. Маскав) — міське селище у складі Хатлонської області Таджикистану. Адміністративний центр району імені Мір Саїда Алії Хамадоні та окрема адміністративна одиниця на рівні джамоату.
Селище розташоване на південному заході Таджикистану, у межиріччі річок Карасу та Чубек.

## Історія
Селище назване на честь міста Москва. Засноване було у радянські часи як промисловий центр посеред аграрного району, 1965 року воно стало селищем міського типу.

## Населення
Населення — 22800 осіб (2016; 22500 в 2015; 22100 в 2008, 16756 в 1989, 12111 в 1979, 8857 в 1970).

## Господарство
У селищі працюють підприємства будівельних матеріалів (асфальт, цегла, ЗБВ), консервний комбінат, видобувається кухонна сіль.